# 알렌다람쥐
알렌다람쥐 또는 그림자다람쥐(Neotamias senex)는 다람쥐과에 속하는 설치류의 일종이다. 미국 서부 지역의 토착종으로 캘리포니아주와 네바다주, 오리건주에서 발견된다. 시에라네바다산맥에서 흔한 종이다. 숲과 덤불 속에서 서식한다. 잡식성 동물이다. 포식자는 밍크와 족제비, 올빼미 등이다. 혹독한 겨울 날씨가 계속되는 기간을 제외하고 연중 활동적이다.

## 아종
2종의 아종이 알려져 있다.
- N. s. pacifica (Sutton & Patterson, 2000)
- N. s. senex (J. A. Allen, 1890)